# Stipa compressa
Stipa compressa är en gräsart som beskrevs av Robert Brown. Stipa compressa ingår i släktet fjädergrässläktet, och familjen gräs. Inga underarter finns listade i Catalogue of Life.